# Haʻapai (distrito)
O Distrito de Ha'apai é um distrito de Tonga composto por sete ilhas:
- Ha'apai
- Pangai
- Foa
- Lulunga
- Mu'omu'a
- Ha'ano
- 'Uiha